# Zonophora regalis
Zonophora regalis е вид водно конче от семейство Gomphidae.

## Разпространение и местообитание
Този вид е разпространен във Венецуела.
Обитава сладководни басейни и потоци.